# Rimpian
Rimpian is een bestuurslaag in het regentschap Indragiri Hulu van de provincie Riau, Indonesië. Rimpian telt 1891 inwoners (volkstelling 2010).